# Gabryel
Gabryel Monteiro de Andrade (* 9. April 1999) ist ein brasilianischer Fußballspieler.

## Karriere
Gabryel spielte bis 2017 für den EC Taubaté. Ab März 2017 spielte er für Atlético Goianiense. Im Sommer 2017 wechselte er zum österreichischen Zweitligisten SC Austria Lustenau, bei dem er einen bis Juni 2020 laufenden Vertrag erhielt.
Zunächst spielte er jedoch für die Amateure von Lustenau, für die er im Juli 2017 gegen den FC Egg in der viertklassigen Vorarlbergliga debütierte. Nach etwa zwei Monaten bei Lustenau wurde er im September 2017 bis zur Winterpause nach Liechtenstein an den USV Eschen-Mauren verliehen. Sein Debüt für Eschen in der viertklassigen Schweizer 1. Liga gab er im selben Monat, als er gegen die AC Bellinzona in der 67. Minute für Obren Dragić eingewechselt wurde. In jenem Spiel, das Eschen mit 2:1 verlor, erzielte er den Treffer zum Endstand. Insgesamt absolvierte er sechs Spiele bis zum Ende der Leihe für Eschen-Mauren in der 1. Liga.
Nach seiner Rückkehr zu Lustenau erzielte Gabryel im August 2018 bei einem 4:2-Sieg gegen den SC Fussach sein erstes Tor für die Amateure. Im selben Monat stand er gegen den Floridsdorfer AC schließlich erstmals im Profikader. Sein Debüt für die Profis gab er im September 2018 im ÖFB-Cup-Zweitrundenspiel gegen den ASK-BSC Bruck/Leitha. Im selben Monat debütierte er auch in der 2. Liga, als er am neunten Spieltag der Saison 2018/19 gegen die Kapfenberger SV in der Startelf stand. Nach der Saison 2018/19 verließ er Lustenau.
Daraufhin kehrte er im Juli 2019 nach Brasilien zurück und wechselte zum Viertligisten CA Tubarão. Tubarão verließ er nach der Saison 2019 wieder. Nach mehreren Monaten ohne Klub schloss er sich im Oktober 2020 dem CA Metropolitano an. Im Januar 2021 wechselte er dann in den Oman zum al-Khaburah Club. Im Juni 2022 zog er weiter nach Malaysia zum Kuching City FC.
Im Januar 2023 kehrte Gabryel nach Österreich zurück und wechselte zum Regionalligisten Schwarz-Weiß Bregenz. Für Bregenz kam er zu zwölf Einsätzen in der Regionalliga, ehe er mit dem Team zu Saisonende in die 2. Liga aufstieg. In der 2. Liga machte er dann acht Spiele, ehe er aufgrund von Visa-Problemen nicht mehr für Bregenz spielen konnte. Im Februar 2024 wechselte er dann zum Ligakonkurrenten FC Dornbirn 1913. Für Dornbirn absolvierte er zwölf Spiele in der 2. Liga. Nachdem dem Team nach der Saison 2023/24 die Zweitligazulassung entzogen worden war, verließ er den Verein.
Im Anschluss wechselte er im August 2024 weiter zum Zweitligisten SV Stripfing.